# Louis Napoléon Champagne
Pour l’article homonyme, voir Champagne.
 (janvier 2024).
Si vous disposez d'ouvrages ou d'articles de référence ou si vous connaissez des sites web de qualité traitant du thème abordé ici, merci de compléter l'article en donnant les références utiles à sa vérifiabilité et en les liant à la section « Notes et références ».
Louis Napoléon Champagne, né le 21 novembre 1860 à Saint-Eustache et mort le 15 octobre 1911 à Ottawa, est un avocat et homme politique canadien.

## Biographie
Né à Saint-Eustache dans la région des Laurentides, Louis Napoléon Champagne étudie au Séminaire de Saint-Hyacinthe et à l'Université Laval. Admit au Barreau du Québec en 1882, il part pratiquer à Hull. D'abord solliciteur de la ville de Hull, il y sert comme maire de 1893 à 1896. Il est bâtonnier dans le district d'Ottawa. En 1904, il devient juge à la Cour supérieure du Québec dans le nouveau district de Pontiac et dans le district d'Ottawa.
Élu député du Parti libéral du Canada dans la circonscription fédérale de Wright lors de l'élection partielle déclenchée après la démission du député Charles Ramsay Devlin en 1897, il est réélu en 1900. Il ne se représente pas en 1904. Son père, Charles Champagne, est député provincial de Deux-Montagnes 1867 à 1882. Il est décédé à Ottawa le 15 octobre 1911, à l'âge de 50 ans.